# Raymond-Francis Duval
Raymond-Francis Duval, francoski general, * 1894, † 1955.